# Ампудия, Вероника
Вероника Ампудия (исп. Veronica Ampudia, род. 31 июля 1973 года) — мексиканская горнолыжница, участница зимних Олимпийских игр 1992 года в Альбервиле.

## Спортивная биография
В 1992 году 18-летняя Вероника Ампудия приняла участие в зимних Олимпийских играх во французском Альбервиле. Мексиканка выступила в двух дисциплинах. В слаломе Ампудия показала в первой попытке результат 1:16,45, а во второй попытке 1:08,40. Общее время 2:24,85 позволило Веронике занять лишь 42-е место, которое стало худшим среди всех финишировавших спортсменок. В гигантском слаломе Ампудия по сумме двух попыток показала итоговый результат 3:15,25 и заняла общее 44-е место.

## Личная жизнь
Брат — Эдуардо Ампудия — участник зимних Олимпийских игр 1992 года в гигантском слаломе и супер-гиганте.